# Bianca Sánchez
Bianca Sánchez   (Montevideo, 6 d'agost de 1996) és una model uruguaiana.

## Biografia
Filla de Sandra i Ronal Sánchez, de Montevideo, de barri La Teja, va ser triada Miss Uruguai 2015.
Va participar en Miss Univers en la 64a edició de Miss Univers 2015 que es va realitzar el 20 de desembre de 2015 a Las Vegas (Estats Units d'Amèrica).

## Miss Uruguai 2015
El 26 d'abril de 2015, Bianca va ser coronada Miss Uruguai 2015 a l'Hotel Sofitel Montevideo. Quinze concursants de tot l'Uruguai van competir per la corona. Sánchez va ser coronada per la Miss Uruguai 2014, Johana Riva, mentre que la primera finalista, o Miss Món Uruguai 2015, Sherika D'Armas va ser coronada per Romina Fernández, Primera Finalista del 2014. El concurs va ser transmès en directe per VTV Uruguai.

## Miss Univers 2015
Com Miss Uruguai 2015, Bianca va competir en el Miss Univers 2015. Va concursar però sense col·locar-se dins del quadre de semifinalistes, encara que Bianca Sánchez va estar com a favorita en les cases d'apostes asiàtiques.